# George Meredith
George Meredith (Portsmouth, 12 de fevereiro de 1828 – 18 de maio de 1909) foi poeta e escritor inglês. Foi um romancista e poeta inglês da era vitoriana. No início seu foco foi a poesia, influenciada por John Keats entre outros, e ele foi um escritor prolífico para revistas, antes de estabelecer uma reputação como romancista. O calvário de Richard Feverel (1859) escandalizou brevemente os círculos literários vitorianos; de seus romances posteriores, o mais duradouro é The Egoist (1879), embora em sua vida seu maior sucesso tenha sido Diana of the Crossways (1885). Seus romances eram inovadores na atenção à psicologia dos personagens e também demonstravam grande interesse pela mudança social. Seu estilo, tanto na poesia quanto na prosa, era conhecido por sua complexidade sintática; Oscar Wilde comparou ao "caos iluminado por brilhantes flashes de relâmpagos". Ele foi um encorajador de outros romancistas, bem como uma influência sobre eles: entre os beneficiados estavam Robert Louis Stevenson e Olive Schreiner. Ele foi indicado ao Prêmio Nobel de Literatura sete vezes.

## Estilo literário
O estilo de Meredith atraiu muitos comentários, tanto favoráveis quanto desaprovadores. Seus romances, longe de serem cheios de ação, são movidos pelo que ele chamou de "ação da mente", e a grande quantidade de diálogos fez com que fossem descartados como "faladores". Sua prosa, aforística e alusiva, muitas vezes foi vista como uma barreira à compreensão, com alguns críticos argumentando que o estilo, ao invés de ser um meio para um fim, serve como um fim em si mesmo. No entanto, admiradores desde George Eliot aplaudiram as qualidades poéticas de sua prosa. Para Max Beerbohm, ele "compacta todas as suas páginas com sagacidade, filosofia, poesia e análise psicológica. Sua obscuridade, como a de Carlyle e Browning, se deve menos à extrema sutileza do que à abundância pletórica de suas ideias". Enquanto isso, como poeta, Meredith atraiu elogios e críticas por sua inovação em formas métricas e estrofes, junto com sua sintaxe e metáfora pouco ortodoxas.

## Trabalhos

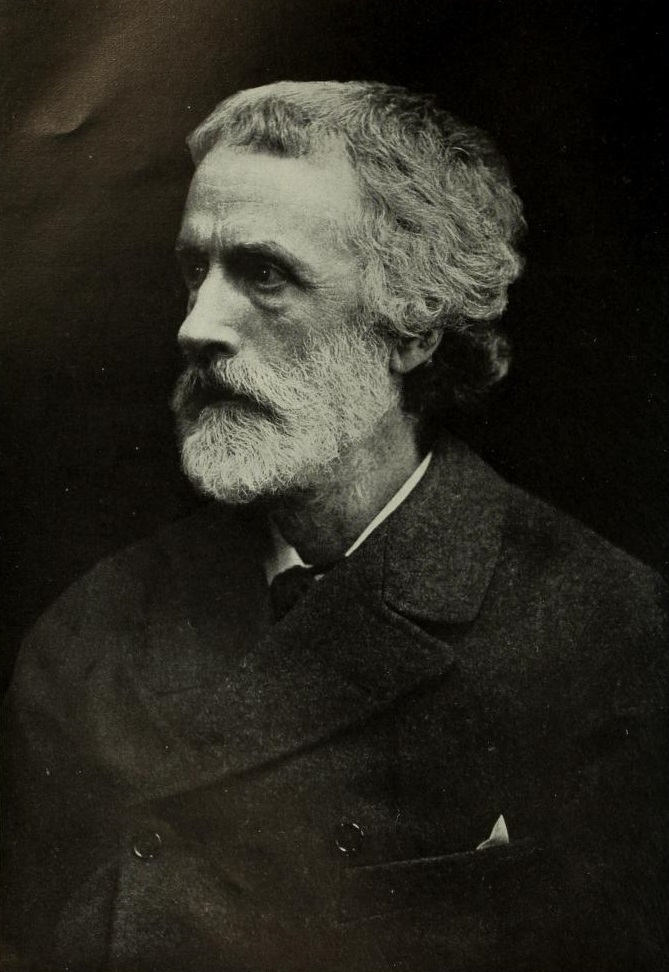
George Meredith na meia-idade

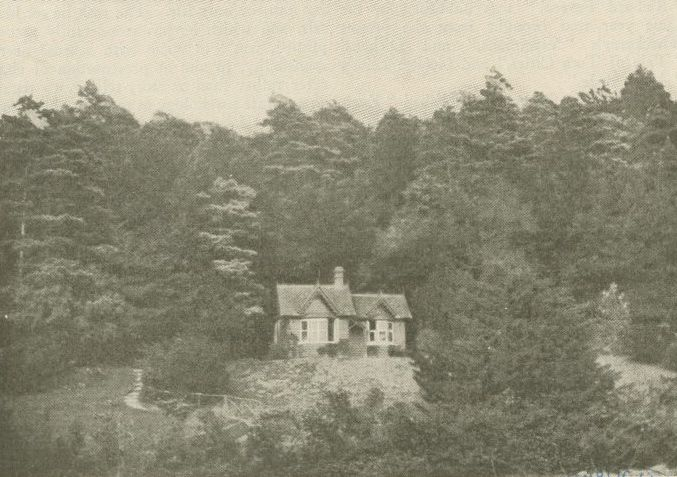
A casa de George Meredith em Box Hill, onde muito de seu trabalho foi escrito

### Ensaios
- Essay on Comedy (1877)

### Romances
- The Shaving of Shagpat (1856)
- Farina (1857)
- The Ordeal of Richard Feverel (1859)
- Evan Harrington (1861)
- Emilia in England (1864), republicada como Sandra Belloni em 1887
- Rhoda Fleming (1865)
- Vittoria (1867)
- The Adventures of Harry Richmond (1871)
- Beauchamp's Career (1875)
- The House on the Beach (1877)
- The Case of General Ople and Lady Camper (1877)
- The Tale of Chloe (1879)
- The Egoist (1879)
- The Tragic Comedians (1880)
- Diana of the Crossways (1885)
- One of our Conquerors (1891)
- Lord Ormont and his Aminta (1894)
- The Amazing Marriage (1895)
- Celt and Saxon (1910)

### Poesia
- Poems (1851)
- Modern Love (1862)
- The Lark Ascending (1881),[4] (que inspirou o trabalho instrumental de Vaughan Williams com esse título).[5]
- Poems and Lyrics of the Joy of Earth (1883)
- The Woods of Westermain (1883)
- A Faith on Trial (1885)
- Ballads and Poems of Tragic Life (1887)
- A Reading of Earth (1888)
- The Empty Purse (1892)
- Odes in Contribution to the Song of French History (1898)
- A Reading of Life (1901)
- Selected Poems of George Meredith (1903, supervisão do autor)[6]
- Last Poems (1909)
- Lucifer in Starlight
- Dirge in woods